# یواس‌اس کانوپوس (ای‌اس-۳۴)
یواس‌اس کانوپوس (ای‌اس-۳۴) (به انگلیسی: USS Canopus (AS-34)) یک زیردریایی بود که طول آن ۶۴۴ فوت (۱۹۶ متر) بود. این زیردریایی در سال ۱۹۶۵ ساخته شد.